# Neogomphus edenticulatus
Neogomphus edenticulatus is een libellensoort uit de familie van de rombouten (Gomphidae), onderorde echte libellen (Anisoptera).
De wetenschappelijke naam van de soort is voor het eerst geldig gepubliceerd in 1984 door Carle & Cook.